# Chenistonia trevallynia
Espèce
Chenistonia trevallynia est une espèce d'araignées mygalomorphes de la famille des Anamidae.

## Distribution
Cette espèce est endémique de Tasmanie en Australie.

## Description
La carapace du mâle syntype mesure 4,9 mm de long sur 3,7 mm et l'abdomen 4,3 mm de long sur 2,8 mm et la carapace de la femelle syntype mesure 4,4 mm de long sur 3,4 mm et l'abdomen 6,4 mm de long sur 4,3 mm.

## Étymologie
Son nom d'espèce lui a été donné en référence au lieu de sa découverte, Trevallyn.

## Publication originale
- Hickman, 1926 : Notes on Tasmanian Araneidae (with descriptions of a new species). Papers and Proceedings of the Royal Society of Tasmania, vol. 1925, p. 171-186.